# Kirchen in Türkheim
Diese Liste enthält die Kirchen in Türkheim, eingeschlossen sind neben den Kirchen in Türkheim auch Kirchen in den  eingemeindeten Stadtteilen Irsingen und Berg.
Der Übersicht halber sind die Kirchen alphabetisch sortiert und mit einem Hinweis auf den Stadtteil versehen. Bei der alphabetischen Sortierung ist der Weihe-Name (bei katholischen Kirchen) relevant und nicht der Beiname.
Seit 2001 bilden die katholische Gemeinden in Türkheim zusammen mit Amberg und Wiedergeltingen die Pfarreiengemeinschaft Türkheim. Amberg und Wiedergeltingen gehören wie Türkheim auch zur Verwaltungsgemeinschaft Türkheim, sind jedoch selbständige Ortsgemeinden. Daher sind Kirchen in Amberg und Wiedergeltingen nicht in dieser Liste enthalten, sondern über den jeweiligen Ortsartikel zu erreichen.

## Katholische Kirchen

### St. Josef (Irsingen)
Die Josefskapelle befindet sich im Gewerbegebiet Unterfeld.

### Kapuzinerkirche  (Türkheim)
1684–87 wurde, unter Bauleitung des Ordensbaumeisters P. Hyacinth aus München, südlich der Loretokapelle die Kapuzinerkirche mit -kloster errichtet. In der zweiten Hälfte des 19. Jh. erhielt sie eine neugotische Einrichtung mit Nazarenerbildern und eine romanische Ausmalung. 1948 erfolgte eine Modernisierung des Kircheninneren. 1973 wurde das Kloster aufgelöst und 1999 in eine Pflegestation umgebaut.
Am Hochaltar der Kapuzinerkirche befindet sich eine Triptychon, in der Mitte die Immaculata, von Otto Epple 1948 gemalt, beiderseits daneben die hl. Bonaventura (links) und Franziskus (rechts), Ende des 17. Jh. gemalt. Die beiden Seitenbilder schuf 1778 bzw. 1784 Christian Wink aus München. Das nördliche zeigt den hl. Laurentius von Brindisi, dem das Jesuskind erscheint.

### Loretokapelle (Türkheim)

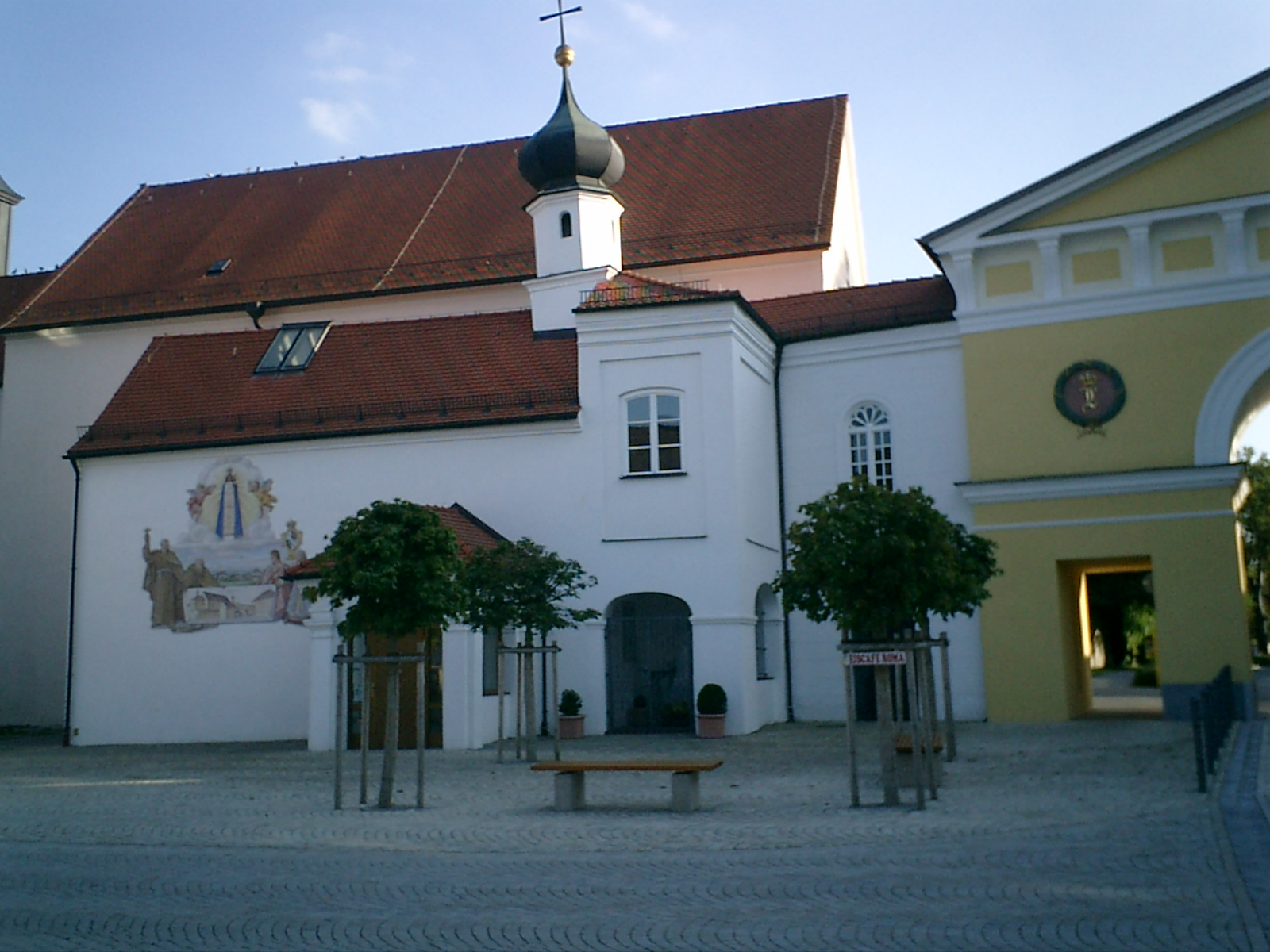
Die Loretokapelle

Johann Schmuzer aus Wessobrunn erbaute 1683/84 im Auftrag Herzog Maximilian Philipps die Loretokapelle. Sie ist eine Nachbildung des Santa Casa (Heiligen Hauses) zu Loreto. Das Innere wurde mehrmals umgestaltet. Ihr heutiges Aussehen erhielt die Kapelle 1954.
Über dem Gnadenbild, das Herzog Maximilian Philipp 1682 von einer Wallfahrt nach Loreto mitbrachte, knien das herzogliche Stifterpaar und darüber der Kapuzinerpater Marcus d’Aviano, der, auf Einladung des Herzogs, in Türkheim predigte. Den Altar – er zeigt Begebenheiten aus dem Leben der Heiligen Familie – schnitzte Konrad Ledermann aus Bad Wörishofen. Das Fresko an der Außenwand malte 1954 Otto Epple.

### Mariä Himmelfahrt (Türkheim)
Die spätgotische Kirche Maria Himmelfahrt aus der zweiten Hälfte des 15. Jh. wurde ab 1677 im Auftrag von Herzog Maximilian Philipp von Johann Schmuzer aus Wessobrunn barockisiert. Den Chorstuck fertigte 1732 Michael Stiller aus Ettringen. Ab 1873 erfolgte eine Umgestaltung in neuromanischen Formen. Der Stuck wurde abgeschlagen, die Fresken übertüncht.
Von 1938 bis 1947 führte Dekan Oswald Läuterer eine Neubarockisierung durch. Hierbei wurde das Langhaus, in Anlehnung an Johann Schmuzers Dekoration in der Pfarrkirche Pfreimd, stuckiert und nach dem Pfreimder Vorbild Stuckaltäre aufgestellt. Der Chorstuck wurde nach den alten Umrisslinien wiederhergestellt. Die Fresken, 1732/33 von Johann Andreas Bergmüller gemalt, konnten wieder freigelegt werden.

### St. Margareta (Irsingen)

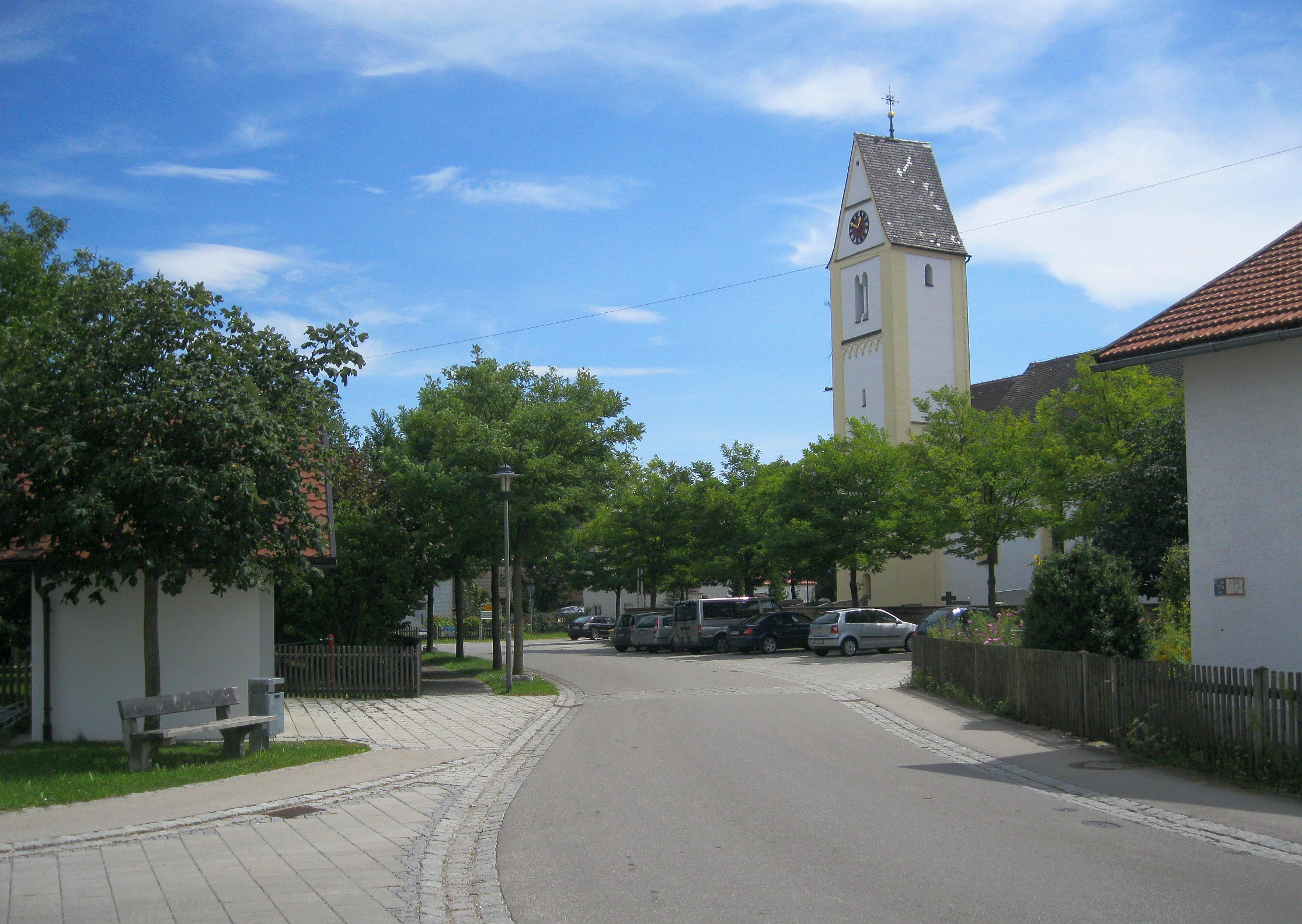
St. Margareta in Irsingen

Die im Kern spätgotische Pfarrkirche St. Margareta wurde in der Barockzeit umgestaltet. Besonders im 19. Jh. erfolgten mehrere Veränderungen der Inneneinrichtung im neugotischen Stil. Durch die letzte, ab 1946 durchgeführte Restaurierung und Neueinrichtung erhielt das Kircheninnere sein heutiges Gepräge. Die Altäre schuf 1950 Konrad Ledermann aus Bad Wörishofen. Als besonders schön werden die Rokokofiguren des heiligen Joachim und Anna am Hochaltar und die Zwölf Apostel genannt. Im südlichen Vorzeichen befindet sich eine barocke Ölberggruppe.

### St. Peter und Paul (Unterirsingen)
St. Peter und Paul befindet sich in Zollhaus, Unterirsingen.

### St. Wendelin (Berg)
1709 wollten die Berger Bauern eine Kapelle errichten. Der spanische Erbfolgekrieg und seine Nachwirkungen verzögerten jedoch den Kapellenbau. Bei einer in Ettringen grassierenden Viehseuche gelobten die Berger Bauern mit dem Kapellenbau nun Ernst zu machen. Das Augsburger Ordinariat erteilte hierzu 1746 die Erlaubnis. Der Ettringer Hafner und Baumeister Adam Stiller baute im Auftrag und auf Kosten der Berger die Kapelle. Sie wurde bis 1807 von einem Eremiten betreut. Nach mehreren Renovierungen im 19. Jh. wurde die Kapelle 1864 im byzantinischen Stil ausgestattet. Die letzten Renovierungen erfolgten 1939 bis 1942 und 1971.
Aus der Erbauungszeit stammt das Fresko an der Chordecke. Es zeigt die Personifikationen von Glauben, Hoffnung und Liebe. Das Kreuz und die Mater Dolorosa an der Chorwand könnte Ignaz Hillenbrand im dritten Viertel des 18. Jh. geschnitzt haben. Den heiligen Wendelin schuf 1863 der Türkheimer Bildhauer Otto Sieber. Das Bild an der Langhausdecke zeigt den hl. Wendelin, vor dem Kruzifix kniend, 1942 von Johann Michael Schmitt aus München freskiert. Die Bilder an der Emporenbrüstung, 1942 von Josef Wittmann aus München gemalt, schildern Begebenheiten aus dem Leben des Kapellenpatrons.

## Evangelische Kirchen

### Heiliggeistkirche (Türkheim)
In Türkheim befindet sich die evangelisch-lutherische Heiliggeistkirche. Das Kirchengebäude wurde 1955/56 nach Plänen von Franz Gürtner aus München erbaut. An der Altarwand befinden sich die in Stuck ausgeführten Apostel von Reinhard Fritz aus München und ein Kruzifix von Paul Benziger aus Türkheim.